# اپل پنسل
اپل پنسل (به انگلیسی: Apple Pencil) یا مداد اپل یک قلم دیجیتال است که به عنوان دستگاه ورودی برای آی‌پد پرو، تبلت ساخت شرکت اپل کاربرد دارد. این قلم به تاریخ ۹ سپتامبر ۲۰۱۵ و همراه با آی‌پد پرو معرفی شد و در نوامبر همان سال هم به بازار عرضه شد.